# Pieni Valtimojärvi
Pieni Valtimojärvi är en sjö i kommunen Valtimo i landskapet Norra Karelen i Finland. Sjön ligger 103,8 meter över havet. Den är 12,88 meter djup. Arean är 74 hektar och strandlinjen är 6,74 kilometer lång. Sjön  ingår i Vuoksens huvudavrinningsområde.   Den ligger omkring 120 kilometer norr om Joensuu och omkring 440 kilometer nordöst om Helsingfors. 
I sjön finns ön Aarresaari. 